# Licinia (cràter)
Licinia és un cràter amb coordenades planetocèntriques de 25.62 ° de latitud nord i 170.3 ° de longitud est, sobre la superfície de l'asteroide del cinturó principal (4) Vesta. Fa 24.05 km de diàmetre. El nom adoptat com a oficial per la UAI el 28 de febrer de 2012. i fa referència a Licínia, una verge vestal romana.